# Solo una canzone
Solo una canzone è un singolo del gruppo musicale italiano Ex-Otago, pubblicato il 6 febbraio 2019 come quarto estratto dal sesto album in studio Corochinato.
Il brano, prodotto da Matteo Cantaluppi, è stato presentato in gara al 69º Festival di Sanremo, dove si è piazzato al 13º posto in classifica.

## Video musicale
Il videoclip, scritto e diretto da Paolo Santamaria, è stato pubblicato il 5 febbraio 2019 sul canale Vevo-YouTube del gruppo.
Nel corso del 69º Festival di Sanremo il videoclip si è aggiudicato il premio "Soundies Award 2019", destinato al miglior video musicale.

## Classifiche
| Classifica (2019) | Posizione massima |
| ----------------- | ----------------- |
| Italia            | 25                |